# Blerina Braka
Blerina Braka, född 23 augusti 1982 i Berat, är en albansk popsångerska. Braka har deltagit i flera albanska musikfestivaler som Kënga Magjike och Festivali i Këngës.

## Karriär
Braka föddes i staden Berat i mellersta Albanien och har studerat musik vid Akademia i Arteve i Tirana. 2008 debuterade hon i Kënga Magjike 10 med låten "Me lini vetëm" där hon inte tog sig till finalen. Året därpå deltog hon i Kënga Magjike 11 med balladen "Baby ime". 
2011 gjorde hon debut i Top Fest med låten "Danger" där hon tog sig till de livesända semifinalerna av tävlingen. Hon deltog för andra året i rad år 2012, då med låten "Sa do të doja". I Kënga Magjike 14 samma år deltog hon med låten "Olé Olé" och tog sig till tävlingens semifinaler.
Under sommaren 2013 släppte hon tillsammans med den makedonsk-albanske popsångaren Shpat Kasapi singeln "Zogu ti". I november samma år deltar Braka i Kënga Magjike 15 med låten "Fryma ime" som hon själv skrivit med musik av Gramoz Kozeli.
I december 2013 kom Braka att debutera i Festivali i Këngës 52 med låten "Mikja ime" (min vän), som skrivits och komponerats av Gramoz Kozeli. Inför finalen var hon ett av de mer favorittippade bidragen, men slutade på 12:e plats efter att ha fått 16 poäng av juryn. 2014 deltog Braka i Top Fest 11 tillsammans med Aurel Thëllimi och med låten "Shpirt". De tog sig till tävlingens semifinal.